# Volea-Blajivska, Sambir
Volea-Blajivska (în ucraineană Воля-Блажівська) este un sat în comuna Blajiv din raionul Sambir, regiunea Liov, Ucraina.

## Demografie
Componența lingvistică a localității Volea-Blajivska
     Ucraineană (99,6%)
     Alte limbi (0,4%)
Conform recensământului din 2001, majoritatea populației localității Volea-Blajivska era vorbitoare de ucraineană (99,6%), existând în minoritate și vorbitori de alte limbi.